# National Premier League
Jamaican National Premier League – najwyższa, piłkarska klasa rozgrywkowa w Jamajce, która działa od roku 1973. Co roku, bierze w niej udział 12 zespołów, a triumfator startuje w CFU Club Championship.

## Drużyny na sezon 2012/2013
- Arnett Gardens
- Boys' Town FC
- Cavalier FC
- Harbour View
- Highgate United FC
- Humble Lions FC
- Portmore United
- Seba United FC
- Savannah SC
- Sporting Central Academy
- Tivoli Gardens FC
- Waterhouse FC

## Zwycięzcy
- 1973/1974 Santos FC
- 1974/1975 Santos FC
- 1975/1976 Santos FC
- 1976/1977 Santos FC
- 1977/1978 Arnett Gardens
- 1978/1979 nie rozegrano
- 1979/1980 Santos FC
- 1980/1981 Cavaliers FC
- 1981/1982 nie rozegrano
- 1982/1983 Tivoli Gardens FC
- 1983/1984 Boys' Town FC
- 1984/1985 Jamaica Defence Force
- 1985/1986 Boys' Town FC
- 1986/1987 Seba United FC
- 1987/1988 Waterhouse FC
- 1988/1989 Boys' Town FC
- 1989/1990 Reno FC
- 1990/1991 Reno FC
- 1991/1992 Waterhouse FC
- 1992/1993 Portmore United
- 1993/1994 Violet Kickers FC
- 1994/1995 Reno FC
- 1995/1996 Violet Kickers FC
- 1996/1997 Seba United FC
- 1997/1998 Waterhouse FC
- 1998/1999 Tivoli Gardens FC
- 1999/2000 Harbour View
- 2000/2001 Arnett Gardens
- 2001/2002 Arnett Gardens
- 2002/2003 Portmore United
- 2003/2004 Tivoli Gardens FC
- 2004/2005 Portmore United
- 2005/2006 Waterhouse FC
- 2006/2007 Harbour View
- 2007/2008 Portmore United
- 2008/2009 Tivoli Gardens FC
- 2009/2010 Harbour View
- 2010/2011 Tivoli Gardens FC
- 2011/2012 Portmore United
- 2012/2013 Harbour View